# Croton galeopsifolius
Espèce
Classification APG II (2003)
 Croton galeopsifolius est une espèce de plantes à fleurs du genre Croton et de la famille des Euphorbiaceae, présente en Guyane.